# Schermaglia di Blackwater Creek
La schermaglia di Blackwater Creek (detta anche schermaglia di Milford), combattuta nei pressi della città di Valley City (in Missouri), è stata un episodio della guerra di secessione americana.

## Contesto
A seguito della Prima Battaglia di Lexington la Guardia dello Stato del Missouri si ritirò verso le regioni sud-occidentali dello Stato dove alcuni suoi ufficiali – tra cui Franklin S. Robertson – cercarono di reclutare nuovi soldati.
Il brigadiere generale nordista John Pope, comandante del distretto del Missouri centrale, decise di porre fine a queste attività di reclutamento e, partendo da Sedalia (Missouri), si diresse verso Warrensburg.
Durante l'avanzata Pope venne a sapere che gli uomini di Robertson erano accampati a Milford.

## La battaglia
Il 19 dicembre 1861 Pope ordinò alla brigata del colonnello Jefferson Columbus Davis di occupare il ponte sul Blackwater River e si diresse con il resto dei suoi uomini verso nord-est per circondare i confederati.
Per difendersi dall'attacco Robertson formò una linea di fuoco e chiese al colonnello Magoffin di prendere possesso del ponte sul Blackwater River prima dell'arrivo dei nordisti.
La mossa di Robertson non fu però sufficiente a prevenire l'attacco nordista e presto i confederati furono costretti a chiedere una tregua e poi ad arrendersi.

## Conseguenze
A causa della sconfitta un intero reggimento di nuove reclute della Guardia dello Stato del Missouri venne fatto prigioniero vanificando il tentativo dei sudisti di rinforzare le proprie truppe nella regione.